# Ocularia nigrobasalis
Ocularia nigrobasalis är en skalbaggsart som beskrevs av Stefan von Breuning 1950. Ocularia nigrobasalis ingår i släktet Ocularia och familjen långhorningar.
Artens utbredningsområde är Gabon. Inga underarter finns listade i Catalogue of Life.